# Susan Moller Okin
Susan Moller Okin, född 19 juli 1946 i Auckland, Nya Zeeland, död 3 mars 2004 i Lincoln, Massachusetts, var en nyzeeländsk-amerikansk feministisk filosof och statsvetare samt författare. Vid sin död var hon professor i etik och statsvetenskap vid Stanford University.

## Bidrag till filosofin
Moller Okin kritiserade multikulturalister som Will Kymlicka för att nonchalera könsdiskriminerande traditioner och maktordningar i minoritetskulturer och kritiserade liberala teoretiker som John Rawls för att inte tillämpa sina teorier om rättvisa inom familjen. I teorierna om samhället utgick John Rawls från att familjen var samhällets minsta enhet och att den redan präglades av en inneboende rättvisa. Därav följde att det var rimligt att mannen, i egenskap av familjeförsörjare, skulle kunna föra hela familjens talan. För sin teser fick hon utstå skarp kritik, bland annat anklagelser om att vara blind för kulturella skillnader och företrädare för en västlig universalism.

## Centrala verk
- Women in Western Political Thought (1979)
- Justice, Gender, and the Family (1989)